# میری انوس
میری انوس (به انگلیسی: Mireille Enos) یک بازیگر اهل ایالات متحده آمریکاست. وی حرفه بازیگری را از تئاتر آغاز کرد.
در سال ۲۰۰۵ میلادی وی به دلیل ایفای نقش در فیلم "چه کسی از ویرجینیا وولف می‌ترسد؟" نامزد جایزه تونی شد.
او همچنین در مجموعه تلویزیونی عشق بزرگ و فیلم شب تاریکی بود بازی کرده‌است.